# Ancherythroculter daovantieni
Ancherythroculter daovantieni е вид лъчеперка от семейство Шаранови (Cyprinidae).

## Разпространение
Видът е разпространен във Виетнам и Китай (Гуанси и Юннан).